# نیم‌بالان ساحلی
نیم‌بالان ساحلی (نام علمی: Saldidae) نام یک تیره از زیرراسته ناجوربالان است.